# Say It's Forever
Say It's Forever – pierwszy japoński album Miz. Znajdują się na nim 2 promocyjne single: New Day i Waiting for. 

## Lista utworów
1. "New Day"
2. "Waiting for"
3. "What's Going On"
4. "If You Run"
5. "~Interlude~"
6. "Confusion"
7. "Dreams"
8. "Not You"
9. "Say It's Forever"
10. "Circles"
11. "What's It To You?"
12. "In The Dark"
13. "Got It"

## Szwedzka wersja
1. "New Day" (Teledysk)
2. "Waiting for" (Teledysk)
3. "Gotlandia (pokaz slajdów)
4. "Sztokholm (pokaz slajdów)